# Horňany
Horňany (allemand : Hornian, hongrois : Hornyán) est un village de Slovaquie situé dans la région de Trenčín.

## Histoire
La première mention écrite du village date de 1352.

## Démographie

### Évolution de la population
| Année:               | 1994. | 2004.   | 2014.    | 2024.   |
| -------------------- | ----- | ------- | -------- | ------- |
| Nombre de personnes: | 384   | 399     | 451      | 427     |
| Différence:          |       | +3,90 % | +13,03 % | -5,32 % |

| Année:               | 2023. | 2024.   |
| -------------------- | ----- | ------- |
| Nombre de personnes: | 424   | 427     |
| Différence:          |       | +0,70 % |